# Robert Harting
Pour les articles homonymes, voir Harting.
Robert Harting (né le 18 octobre 1984 à Cottbus) est un athlète allemand, spécialiste du lancer du disque. Il est champion olympique en 2012 à Londres, champion du monde en 2009 à Berlin, en 2011 à Daegu, et en 2013 à Moscou, champion d'Europe en 2012 à Helsinki et en 2014 à Zurich. Il est le frère ainé de Christoph Harting, également discobole.

## Biographie
Médaillé d'argent des Championnats du monde cadets, en 2001, il se révèle au grand public quatre ans plus tard, en 2005, en remportant le titre des championnats d'Europe espoirs, à Erfurt, avec la marque de 64,50 m. Il dispute dès l'année suivante sa première compétition internationale majeure au niveau senior à l'occasion des championnats d'Europe de Göteborg où il s'incline dès les qualifications.
En 2007, il remporte son premier titre de champion d'Allemagne et porte par ailleurs son record personnel à 66,93 m lors du meeting de Schönebeck. Sélectionné pour les championnats du monde d'Osaka, Harting se classe deuxième de la finale, derrière l’Estonien Gerd Kanter, en effectuant un lancer à 66,68 m à son cinquième essai.
Deuxième de la Coupe d'Europe hivernale des lancers 2008, le discobole allemand établit sa meilleure marque de la saison en juin à Kaunas avec 68,65 m, et conserve plus tard dans la saison son titre national. Il participe à ses premiers Jeux olympiques, à Pékin en août 2008, mais il échoue au pied du podium avec la marque de 67,09 m. En fin de saison 2008, Robert Harting se classe troisième de la finale mondiale d'athlétisme disputée à Stuttgart (65,76 m).

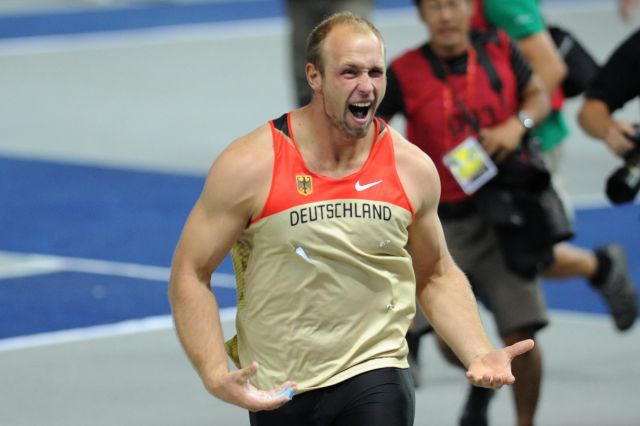
Robert Harting lors de sa victoire aux championnats du monde de 2009, à Berlin.

Battu par Piotr Małachowski lors de la première édition des championnats d'Europe par équipes, en juin 2009 à Leiria au Portugal, Robert Harting prend sa revanche sur son rival polonais à l'occasion des championnats du monde de Berlin, en août 2009. Auteur d'un lancer à 69,43 m, réussi à son sixième et ultime essai, il améliore son record personnel et remporte son premier titre mondial, devant Piotr Małachowski (69,15 m) et le champion sortant Gerd Kanter (66,88 m). 
En 2010, Robert Harting s'impose lors des championnats d'Europe par équipes de Bergen en Norvège (66,80 m), et remporte par la suite son quatrième titre de champion d'Allemagne  consécutif en portant son record personnel à 68,67 m. Figurant parmi les favoris des championnats d'Europe de Barcelone, il se classe deuxième de la finale avec un jet à 68,47 m, devancé assez largement par Piotr Małachowski. Il améliore de nouveau son record personnel fin août 2010 au meeting de Neubrandenbourg en réalisant 69,69 m. Sélectionné dans l'équipe d'Europe lors de la première édition de la Coupe continentale, à Split, Harting remporte le concours avec 66,85 m, devant l'Australien Benn Harradine.
L'Allemand remporte le concours du lancer du disque lors des championnats d'Europe par équipes, en juin 2011 à Stockholm, avec la marque de 65,63 m. Lors des Mondiaux de Daegu, en août 2011, il parvient à conserver son titre mondial en réalisant, à son quatrième essai, un lancer à 68,97 m, et en devançant sur le podium l'Estonien Gerd Kanter et l'Iranien Ehsan Hadadi. Il se classe deuxième de la Ligue de diamant 2011, derrière le Lituanien Virgilijus Alekna.
En mai 2012, lors de la réunion de Halle, en Allemagne, Robert Harting dépasse pour la première fois de sa carrière la limite des 70 mètres en s'imposant avec un jet de 70,31 m.
Seulement trois jours après, il récidive et envoie son disque à 70,66 m lors du meeting de Turnov, en République tchèque. Il participe aux championnats d'Europe 2012, à Helsinki, et y remporte son premier titre continental, avec un lancer à 68,30 m, en devançant Gerd Kanter et Zoltán Kővágó,.
En 2013, aux championnats du monde de Moscou, Robert Harting décroche son troisième titre mondial d'affilée après 2009 et 2011. Il établit la marque de 69,11 m à sa quatrième tentative et devance le Polonais Piotr Małachowski, deuxième avec 68,36 m et l'Estonien Gerd Kanter, médaillé de bronze avec 65,19 m.
En 2014, il gagne la médaille d'or des Championnats d'Europe à Zurich avec un jet à 66,07 m, devant l'estonien Gerd Kanter (64,75 m) et le polonais Robert Urbanek (63,81 m).
Le 4 août 2017, il se qualifie pour la finale des championnats du monde de Londres, qui sera la dernière de sa carrière. Il y termine 6e avec 65,10 m.
Pour son dernier championnat international, Robert Harting termine, le 8 août 2018, à la 6e place avec 64,33 m des championnats d'Europe de Berlin avec 64,33 m, à moins d'un mètre de la médaille de bronze.

## Vie privée
Son frère Christoph Harting est également discobole, et a succédé à son frère Robert pour le titre olympique à Rio en 2016.
Le 16 septembre 2016, il se marie avec la lanceuse de disque Julia Fischer.

## Palmarès

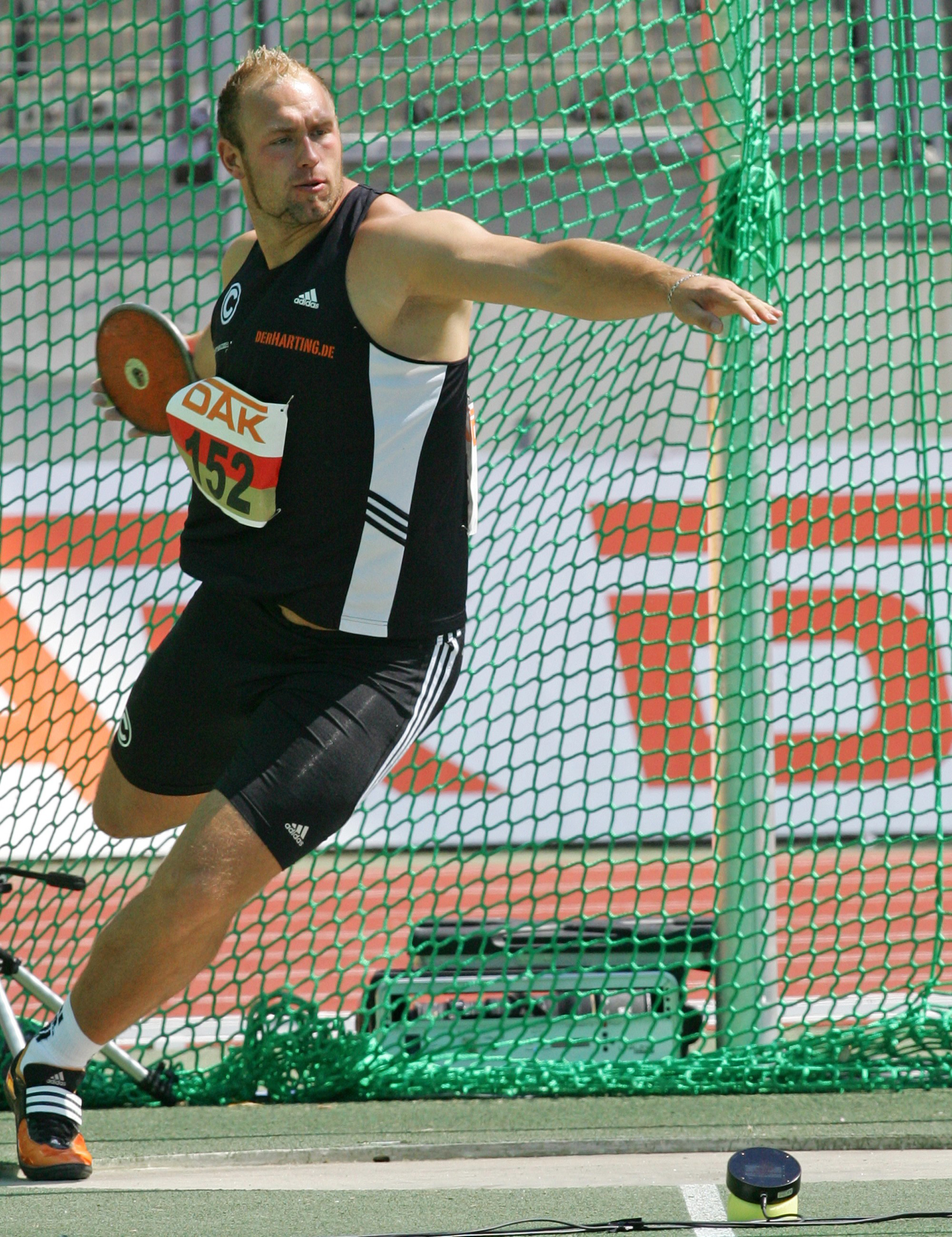
Robert Harting en 2008

| Date | Compétition                       | Lieu             | Résultat | Marque  |
| ---- | --------------------------------- | ---------------- | -------- | ------- |
| 2001 | Championnats du monde cadets      | Debrecen         | 2e       | 62,04 m |
| 2005 | Championnats d'Europe espoirs     | Erfurt           | 1er      | 64,50 m |
| 2007 | Championnats du monde             | Osaka            | 2e       | 66,68 m |
| 2007 | Finale mondiale                   | Stuttgart        | 4e       | 65,25 m |
| 2008 | Jeux olympiques                   | Pékin            | 4e       | 67,09 m |
| 2008 | Finale mondiale                   | Stuttgart        | 3e       | 65,76 m |
| 2009 | Championnats d'Europe par équipes | Leiria           | 2e       | 65,40 m |
| 2009 | Championnats du monde             | Berlin           | 1er      | 69,43 m |
| 2009 | Finale mondiale                   | Thessalonique    | 2e       | 66,37 m |
| 2009 | DécaNation                        | Paris            | 1re      | 66,91   |
| 2010 | Championnats d'Europe par équipes | Bergen           | 1er      | 66,80 m |
| 2010 | Championnats d'Europe             | Barcelone        | 2e       | 68,47 m |
| 2010 | Ligue de diamant                  | Ligue de diamant | 3e       | détails |
| 2010 | Coupe continentale                | Split            | 1er      | 66,85 m |
| 2011 | Championnats d'Europe par équipes | Stockholm        | 1er      | 65,63 m |
| 2011 | Championnats du monde             | Daegu            | 1er      | 68,97 m |
| 2011 | Ligue de diamant                  | Ligue de diamant | 2e       | détails |
| 2012 | Championnats d'Europe             | Helsinki         | 1er      | 68,30 m |
| 2012 | Jeux olympiques                   | Londres          | 1er      | 68,27 m |
| 2013 | Championnats d'Europe par équipes | Gateshead        | 1er      | 64,25 m |
| 2013 | Championnats du monde             | Moscou           | 1er      | 69,11 m |
| 2013 | Ligue de diamant                  | Ligue de diamant | 3e       | détails |
| 2014 | Championnats d'Europe par équipes | Brunswick        | 1er      | 67,42 m |
| 2014 | Championnats d'Europe             | Zurich           | 1er      | 66,07 m |
| 2014 | Ligue de diamant                  | Ligue de diamant | 2e       | détails |
| 2017 | Championnats d'Europe par équipes | Lille            | 1er      | 66,30 m |
| 2017 | Championnats du monde             | Londres          | 6e       | 65,10 m |
| 2017 | Ligue de diamant                  | Ligue de diamant | 8e       | 63,96 m |
| 2018 | Championnats d'Europe             | Berlin           | 6e       | 64,33 m |

## Records
| Épreuve          | Performance | Lieu   | Date        |
| ---------------- | ----------- | ------ | ----------- |
| Lancer du disque | 70,66 m     | Turnov | 22 mai 2012 |